# Anne Antoine d’Aché
Anne Antoine Comte d’Aché, Seigneur de Marbeuf (* 23. Januar 1701 in Marbeuf, Normandie; † 11. Februar 1780 in Brest, Bretagne) war ein französischer Adliger und Marineoffizier, zuletzt in der Position des Vice-amiral der Levanteflotte. Von 1757 bis 1761 war er in Indien eingesetzt und kommandierte das dort operierende französische Marinegeschwader.

## Biografie

### Herkunft
Anne Antoine d’Aché wurde am 23. Januar 1701 im Schloss Marbeuf geboren. Er war einer der sechs Söhne von Pierre-François-Placide d’Aché (1670–1746), Herr von Marbeuf, Monteille und Mont-la-Ville, aus dessen Ehe mit Anne Louise le Blanc du Roullet, deren Vater Gouverneur von Louviers war.

Wappen d'Aché

 Seine Familie entstammte normannischem Adel, wobei deren Ländereien Serquigny und Marbeuf nördlich von Beaumont-le-Roger lagen. Die Familie stellte Ende des 16. Jahrhunderts einen Hauptmann des Schlosses von Tancarville, dessen ältester Sohn den Zweig d’Aché de Serquigny und der jüngste Sohn den Zweig d’Aché de Marbeuf begründeten. Die Familie d’Aché stellte außerdem vier Generalstabsoffiziere im französischen Königreich, darunter Guillaume d’Aché de Serquigny (um 1647–1713), Chef d’escadre, der wiederum über seine Mutter Renée de Péricard mit dem Vice-amiral de France de Tourville verwandt war.

### Militärische Laufbahn

#### Vom Gardemarin zum Kapitän
Anne Antoine d’Aché trat am 17. August 1717 als Garde de la Marine in die königliche Marine ein. Er absolvierte seine ersten Einsätze im Mittelmeer, fungierte 1727 zeitweise als Sous-Aide Major auf der Neptune und nahm im Juli 1728 an der Bombardierung von Tripolis teil. Im Oktober 1731 zum Enseigne de Vaisseau befördert, nahm er an einer Einsatzfahrt nach Amerika teil. Als Aide Major wurde er 1734 auf der Lys unter dem Kommando von Duguay-Trouin eingesetzt. Nach seiner Beförderung zum Lieutenant des Gardes Marines im April 1738 unternahm er eine weitere Reisen nach Schweden und Amerika.
Während des Österreichischen Erbfolgekrieges nahm er an Operationen im Ärmelkanal und im Atlantik teil. Am 10. Oktober 1743 zum Capitaine de Vaisseau befördert, übernahm er 1744 das Kommando über die Venus und 1745 über die Saint-Michel. Ebenfalls 1745 bestand Aché an der französischen Küste ein Gefecht gegen britische Freibeuter und ein Schiff der Royal Navy. Obwohl sein Schiff bereits Sturmschäden erlitten hatte, gelang es Aché, die Freibeuter zu vertreiben und das Schiff der Royal Navy zu versenken.
1746 war er Kommandant der Le Northumberland bei der Expedition des Duc d’Anville, deren Ziel es war, die Festung Louisbourg am Eingang des Sankt-Lorenz-Stroms zurückzuerobern. Die Operation war allerdings ein Fehlschlag, da die französischen Truppen bereits von Skorbut soweit geschwächt waren, dass kein Angriff erfolgen konnte.

#### Geschwaderchef im Siebenjährigen Krieg

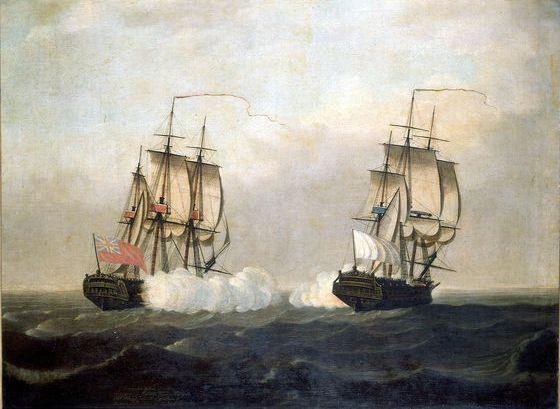
Die Saint-Louis aus dem Geschwader von Aché attackiert von der britischen Pitt in den Gewässern um Pondicherry. Gemälde von Lawson Dunn.

Als der Siebenjährige Krieg ausbrach, wurde d’Aché am 10. August 1756 dank der Protektion des Duc de Penthièvre, des Admirals von Frankreich, zum Chef d’escadre befördert und erhielt das Kommando über ein Geschwader, das den neuen Gouverneur Lally-Tollendal zusammen mit einer Verstärkung von 4000 Mann nach Indien bringen sollte. Im Mai 1757 legte er mit einem Linienschiff und acht bewaffneten Handelsschiffen der französischen Ostindienkompanie ab. Er benötigte sieben Monate für die Überfahrt – normal waren vier bis sechs Monate – um auf die Île de France zu gelangen. Damit war es nicht mehr möglich, Indien vor der Monsunperiode zu erreichen, und d’Aché musste auf der Insel warten und gelangte somit erst im Folgejahr nach Indien.
1758 war d’Aché dann mit seinem Geschwader vor Ort. Am 29. April 1758 kam es vor der Küste von Cuddalore zu einem ersten Gefecht. D’Aché, der nach Pondicherry gelangen wollte, um die Stadt zu versorgen und Truppen anzulanden, konnte das Geschwader des britischen Rear-Admiral Pocock zurückschlagen und Verstärkung an Land bringen, sodass die Franzosen zunächst in die Offensive gehen konnten. Am 3. August kam es zwischen den beiden Kontrahenten zu einer Schlacht vor Negapatam, die erneut unentschieden ausging. Aché zog sich daraufhin auf die Isle de France zurück, um die Stürme des Wintermonsuns abzuwarten. Dieser wetterbedingte Rückzug wird ihm oft zum Vorwurf gemacht, da er Lally-Tollendal somit bei der Eroberung von Madras keine Unterstützung leisten konnte.
Man wirft ihm außerdem vor, im Folgejahr erneut zu lange auf der Île de France stationiert geblieben zu sein. Sein Geschwader blieb tatsächlich ein Jahr lang dort, aber er war nur zum Teil dafür verantwortlich, denn die Ostindienkompanie, die die Schiffe ausrüstete, hatte große Mühe, den nötigen Nachschub und die Verstärkung zusammenzustellen. Erst im September 1759, als die militärische Lage für die Franzosen in Indien bereits sehr gefährdet war, kam er mit vier Linienschiffen und sieben Schiffen der Kompanie in Pondicherry an. Am 10. September kam es dort erneut zu einem Gefecht gegen Pococks Schiffe. D’Aché gelang es erneut, die von Lally-Tollendal erwarteten Männer und Nachschub an Land zu bringen. Wie im Vorjahr musste er jedoch wegen des einsetzenden Wintermonsuns am 27. September wiederum abreisen. Seine Abreise wurde allerdings auch durch eine Meinungsverschiedenheit mit Lally-Tollendal vorgezogen. Seine Abreise besiegelte das Schicksal der französischen Siedlungen in Indien, die nun von jeglicher Unterstützung von außen abgeschnitten waren.
D’Aché kehrte im März 1761, kurz nach dem Fall und der Zerstörung von Pondicherry durch die Briten, nach Frankreich zurück. Er war ein guter Seemann, der in den drei schweren Gefechten mit den an Feuerkraft überlegenen britischen Schiffen auch schwer verwundet wurde. Zweimal erfüllte er seinen Auftrag, Verstärkungen nach Pondicherry zu bringen, auch wenn man ihm einen gewissen Mangel an taktischer Vorstellungskraft vorwerfen kann. Mit der Rückkehr zur Île de France, einem zwei Monate entfernten Stützpunkt, entfernte er sich nämlich vom Kriegsschauplatz, obwohl die Möglichkeit bestand, in Aceh auf Sumatra zu überwintern, das nur drei Segelwochen von der indischen Küste entfernt lag. Die Möglichkeit, diesen den Kapitänen der Ostindienkompanie wohlbekannten Ankerplatz zu nutzen, schien d’Aché nicht in Betracht gezogen zu haben, obwohl er damit der britischen Nutzung von Bombay, einem der wenigen indischen Häfen, der vor dem Wintermonsun geschützt war, entgegenwirken hätte können. Erst Suffren entschied sich im nächsten Krieg für diese Option, die es einem französischen Geschwader ermöglichte, fast ständig an der indischen Küste zu operieren.

### Rückkehr nach Frankreich und späte Dienstjahre
Nach seiner Rückkehr nach Frankreich schloss sich d’Aché den Anklägern von Lally-Tollendal an, der zum Tode verurteilt wurde, während d’Aché am 1. Juli 1761 zum Lieutenant-général befördert und im selben Jahr mit dem Großkreuz des Ordre royal et militaire de Saint-Louis ausgezeichnet wurde. Am 24. August 1770 wurde er dann zum Vice-amiral du Levant ernannt, er fuhr jedoch nicht mehr zur See. Im November 1773 wurde er zum Ehrenmitglied der Académie de Marine in Brest ernannt. Er starb am 11. Februar 1780 im Alter von 79 Jahren in Brest.

## Familie
Er heiratete am 24. November 1738 in der Kirche Saint-Louis in Brest Marguerite Guyomar, Tochter von Jean Guyomar und Marguerite de Trémic.